# Hậu cung động vật

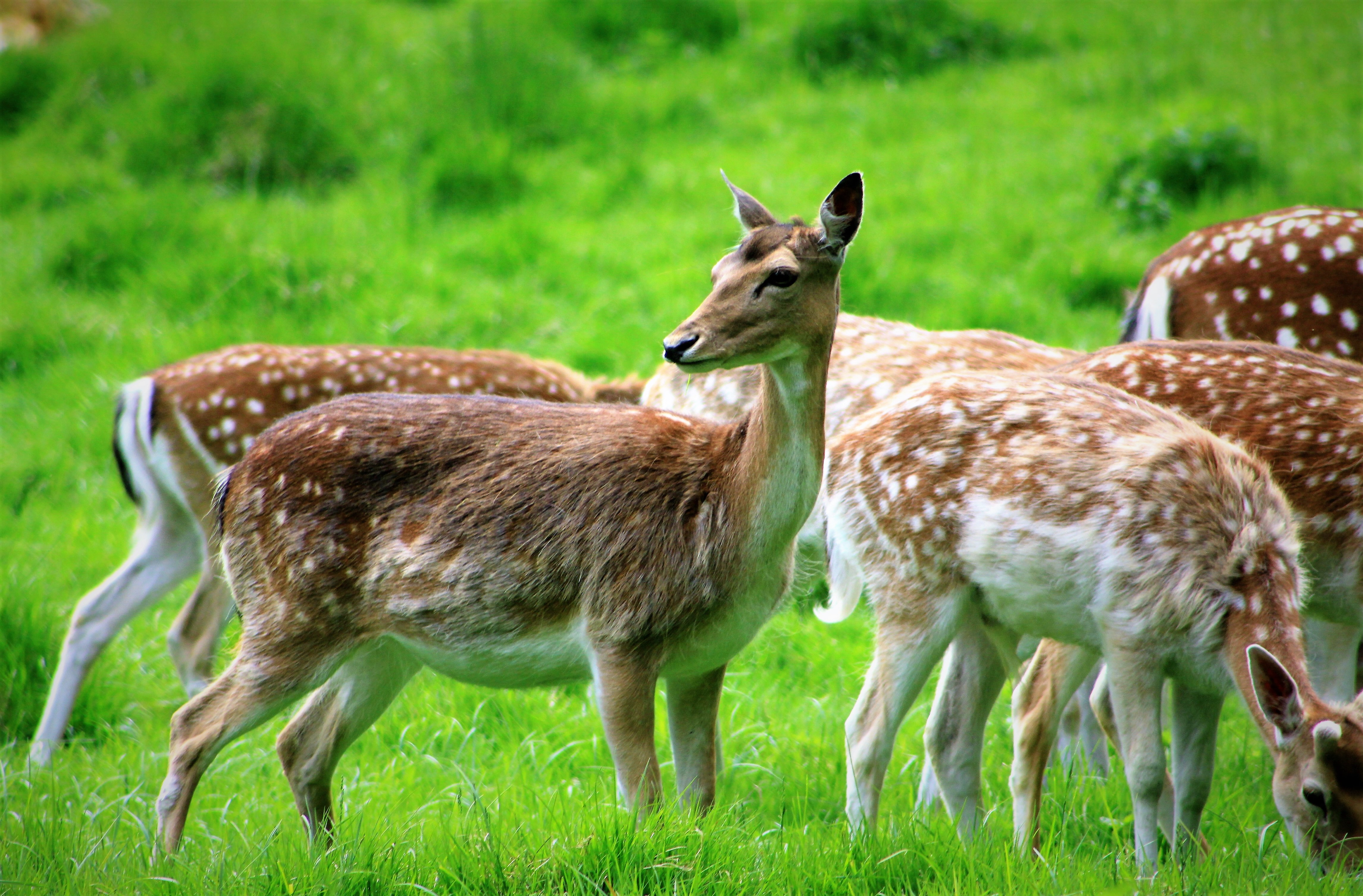
Một đàn nai cái trong hậu cung được bảo vệ bởi một con đực

Trong động vật học, hậu cung là một nhóm động vật bao gồm một hoặc hai cá thể đực cai quản một số cá thể cái và con cái của chúng. Con đực thống trị xua đuổi những con đực khác và duy trì sự thống nhất của nhóm. Nếu có, thì con đực hàng thứ hai phụ thuộc vào con đực trội (con thống lĩnh, con đầu đàn). Khi con đực trưởng thành, chúng phải rời nhóm và đi lang thang như những cá thể đơn độc hoặc gia nhập vào một đàn độc thân.
Con cái trong nhóm có thể liên quan đến nhau và được ở lại gọi là thê thiếp. Những con đực thống trị, kiểm soát con cái khi chúng trong trạng thái phát dục và sẽ xua đuổi các đối thủ cạnh tranh, cho đến khi nó bị thay thế bởi một con đực khác, kẻ thách thức nó để chiếm lĩnh vị trí này. Ở một số loài, những con đực mới dành được vị trí thống lĩnh hậu cung thì nó sẽ tàn sát các con non không phải là con của nó. Việc thiết lập các nhóm động vật sống trong hậu cung đem lại những lợi ích cũng như những hao tổn sức lực ở cả hai giới.

## Tổng quan
Đối với giống đực (nam giới), những lợi ích chính của hệ thống hậu cung là có được quyền tiếp cận, chiếm đoạt một nhóm những con cái trưởng thành để tha hồ giao phối. Con cái được hưởng lợi từ việc ở trong một nhóm xã hội ổn định và các lợi ích liên quan đến việc chải chuốt, tránh khỏi động vật ăn thịt và hợp tác bảo vệ lãnh thổ. Những bất lợi cho con đực là chúng phải ra sức để đạt được, giành lấy hoặc bảo vệ một hậu cung có thể khiến nó giảm khả năng sinh sản. Con cái bị thiệt thòi nếu con cái của chúng bị giết trong các trận chiến giành quyền thống trị hoặc bởi những con đực khác đến thách thức và dành chiến thắng.
Hậu cung là cấu trúc xã hội có lợi cho cá thể thuộc giống đực, nhất là những con đực chiếm ưu thế, vì nó cho phép nó tự do tiếp cận đến một số cá thể giống cái sinh sản có sẵn tại một thời điểm. Hậu cung cung cấp sự che chở, bảo vệ cho cá thể giống cái trong vòng hậu cung, cụ thể là con đực chiếm ưu thế sẽ quyết liệt xua đuổi những kẻ xâm lược tiềm năng. Hậu cung cho phép liên kết và xã hội giữa các thành viên giống cái, mà có thể dẫn đến kiểm soát tốt hơn việc tiếp cận với giống cái (nữ giới) được xác định bởi sở thích.
Hậu cung có thể chứng minh cho sự hao phí sức lực cho cả giống đực và giống cái. Con đực dành một lượng năng lượng (sức lực) đáng kể để tham gia vào các trận chiến để xâm chiếm hậu cung, hoặc để bảo vệ hậu cung một khi sự thống trị đã được thiết lập, chúng cũng phải canh chừng các thê thiếp của mình khi nhiều con cái đến kỳ động dụng thường có xu hướng lăng nhăng và thường bị ve vãn, tán tỉnh bởi những con đực khác, có thể thấy ở xã hội loài khỉ, con khỉ chúa phải để mắt tới các bà vợ của mình và sẽ trừng phạt nghiêm khắc những con cái lăng nhăng vụng trộm.
Hao tổn sức lực như vậy có thể dẫn đến việc sụt giảm sự thành công sinh sản như trong trường hợp của hươu đỏ, khi con đực đầu đàn dành quá nhiều công sức cho việc chiến đấu trong cơn hăng suốt ngày khiến chúng kiệt sức và giảm ham muốn giao phối. Điều này đặc biệt đúng khi có tỷ lệ cao của con đực thống trị, vì chiến đấu dữ dội thường xuyên có thể dẫn đến việc tiêu hao năng lượng lớn. Ngoài ra, những con non trong hậu cung này cũng đối mặt với nguy hiểm khi có sự đổi chủ. Hậu cung cũng có thể ảnh hưởng tiêu cực đến con đực nếu có sự cạnh tranh trong hậu cung giữa các thê thiếp này với các nguồn lực và địa vị, chúng có thể chiến đấu với nhau do đó con đực này phải suốt ngày phân xử việc tranh chấp. Mặt khác việc giao phối trong hậu cung có thể dẫn đến giao phối cận huyết (cha giao phối với con gái).

## Một số loài

### Các loài khỉ

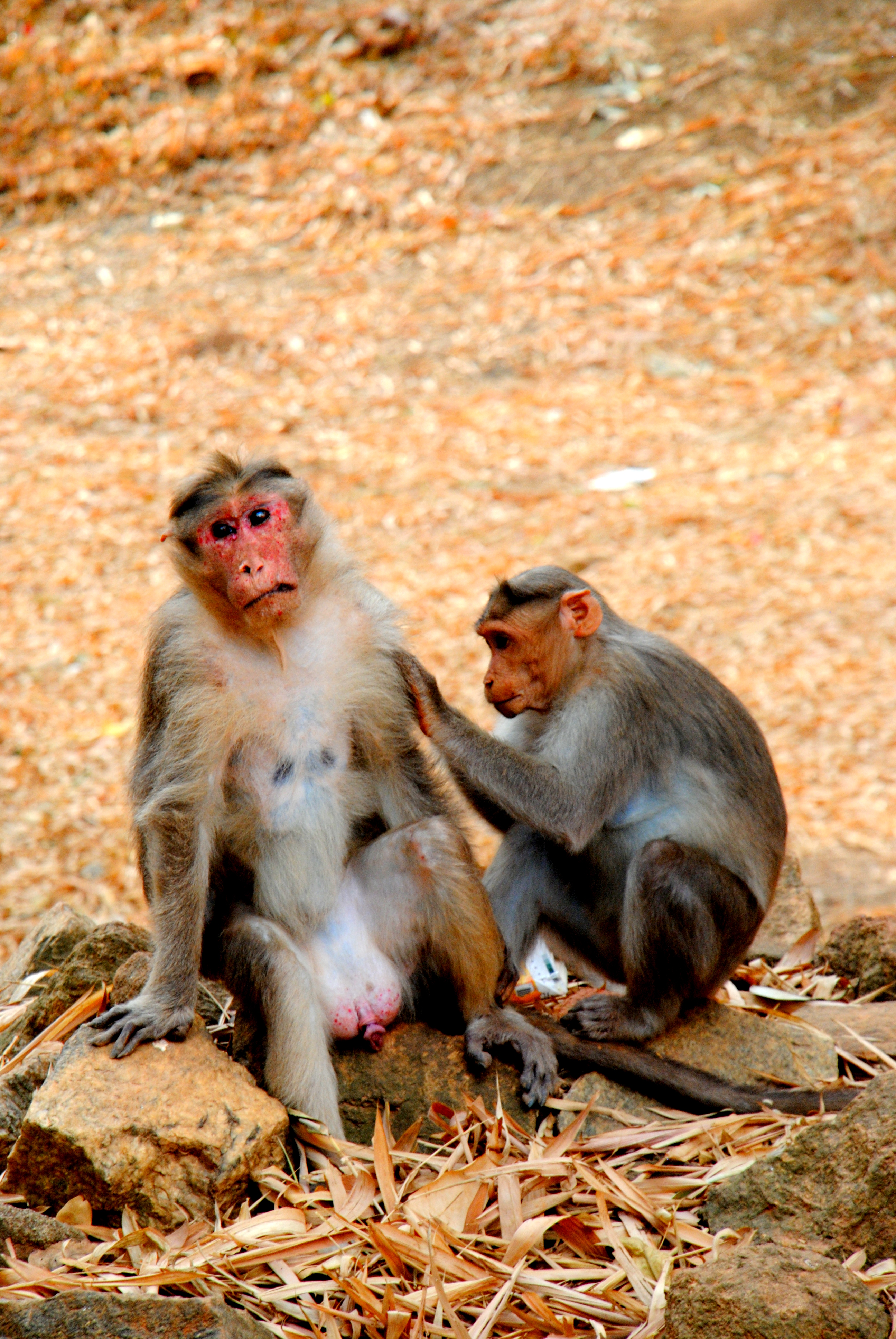
Một con khỉ thê thiếp đang bắt chấy cho con khỉ chúa

Ở khỉ hầu sống theo đàn nhưng rất có thứ bậc trong xã hội, trong đó có một con đực đầu đàn (khỉ chúa) và chi phối các hoạt động, các con khác phải nghe lời con đầu đàn này. Nhưng trong gia đình, cũng như xã hội phong kiến, một con khỉ hầu đực có thể có vài con cái. Các bà vợ khỉ này cũng luôn có các thứ bậc bà cả, bà hai, bà ba... Nhưng trong đàn ít khi có chuyện có hai con đực cùng quan hệ với một con cái vì thế, các khỉ con giống đực khi trưởng thành đều bị khỉ bố đuổi đi để gia nhập đàn toàn con đực với nhau hoặc đứng ra lập đàn mới và đi tìm khỉ cái để giao phối. Hoặc, có những con đực đi cùng đàn nhưng không thuộc biên chế quan hệ với các con cái trong đàn. Trong đàn khỉ không có sự tranh giành con cái và tránh được tình trạng cận huyết thống.
Ở khỉ đầu chó vùng cao nguyên Ethiopia, các cá thể đực thuộc loài khỉ đầu chó (gelada) luôn phải chật vật tìm kiếm các con cái làm bạn tình. Đám khỉ đực độc thân là cơn ác mộng đối với con đực giữ ngôi vị đầu đàn. Con giữ vị trí đầu đàn không muốn nhường quyền kiểm soát hậu cung gồm rất nhiều thê thiếp cho một đám khỉ đực độc thân. Nó tìm mọi cách giữ vững ngai trong cuộc đối đầu ác liệt với đám khỉ mới lớn thèm khát bạn tình có khi có số lượng áp đảo, nhưng vua khỉ đầu chó sẵn sàng chiến đấu để bảo vệ ngôi vị của nó. Hậu cung của vua khỉ đầu chó có thể giới hạn trong một gia đình gồm 12 thành viên hoặc có thể lên tới hàng trăm con, khiến nó có rất nhiều đối tượng phải quan tâm chăm sóc.

### Ở dê nhà
Dê là loài vật sinh sống bầy đàn nên thường sẽ có một con đực đầu đàn và tha hồ chiếm hữu một hậu cung gồm rất nhiều con dê cái. Trong đàn thường có một con dê đực to lớn hơn có nhiệm vụ thủ lĩnh của cả đàn. Con đực được chọn làm thủ lĩnh phải trải qua những trận đấu khốc liệt bằng sừng với những con dê đực khác, chỉ có những con dê khỏe nhất mới được làm thủ lĩnh. Con đầu đàn này có 2 nhiệm vụ, một là cảnh giới, bảo vệ cả đàn cũng như "lãnh địa"; hai là chiến đấu để giữ ngôi vị và chiến đấu tranh giành thức ăn với các đàn khác. Con đực có trách nhiệm dẫn dắt cả bầy đi ăn, dẫn về và chịu trách nhiệm cai quản các thành viên khác trong đàn.
Con đực đầu đàn còn có chức năng truyền giống cho các con cái sinh sản. Đặc quyền của dê đực đầu đàn là nó có thể giao phối với bất kỳ con cái nào trong đàn, nó được hưởng một đặc ân mà chỉ ở loài này mới có là kẻ duy nhất được giao phối với đám dê cái trong đàn. Mỗi sáng thức dậy, khi đi ra ngoài kiếm ăn, các con dê cái sẽ phải đi qua lối mà dê đực đã chờ sẵn để giao phối. Lần lượt từng con cái một sẽ phải thực hiện việc giao phối này. Một con dê đực có thể giao phối với trên 30-40 con dê cái mỗi ngày. Tuy có dáng đi xấu nhưng mỗi con dê đực sở hữu khả năng hoạt động tình dục đứng hàng đầu trong giới động vật, một con dê đực có thể kiểm soát giao phối trung bình tới 60 con dê cái. Dê đực có nhu cầu giao phối với rất nhiều dê cái khác nhau trong đàn của mình, hàng ngày chúng đều kiểm tra và giao phối với bất cứ con cái nào có dấu hiệu động đực.
Khi con đực đầu đàn già, yếu đi (khoảng trên dưới 5 năm tuổi) thì sẽ bị con dê đực khác mạnh hơn soán ngôi để chiếm quyền thống lĩnh và hưởng thụ số dê cái trong đàn. Mỗi con dê đực mới đưa về thường phải có thời gian nhất định mới quen và lãnh đạo được các thành viên trong các đàn của mình. Dê cái con sẽ mất khoảng hai tháng để trưởng thành rồi động dục. Còn dê cái lớn sau sinh vài ngày là động dục liền. Dê cái động dục sẽ tìm dê xồm. Dê đực và dê cái đều có nhu cầu sinh lý khoảng 50 lần một ngày, nhưng thường dê xồm chỉ quan hệ một lần với con dê cái trong ngày, điều này chính là Hiệu ứng Coolidge (khuynh hướng hám của lạ).